# Matthias Schröter
Matthias Schröter (* 10. Februar 1972 in Lüdenscheid) ist ein deutscher Journalist. Er arbeitet als Chef vom Dienst für die Deutsche Richterzeitung (DRiZ) und als Pressesprecher für den Deutschen Richterbund (DRB). Er lebt in Berlin.

## Leben
Schröter besuchte das Geschwister-Scholl-Gymnasium in Lüdenscheid und machte dort 1991 Abitur. Er studierte Geschichte und Politikwissenschaften an der Westfälischen Wilhelms-Universität in Münster und volontierte von 1999 bis 2001 bei der Deutschen Presse-Agentur (dpa). Später arbeitete Schröter unter anderem für die Online-Tochter der dpa, die dpa-infocom, als Redakteur im Landesbüro Potsdam und im Hauptstadtbüro in Berlin. 2008 ging Schröter zur GAL-Fraktion in Hamburg, die dort an einer schwarz-grünen Regierung unter dem Ersten Bürgermeister Ole von Beust (CDU) beteiligt war – im Senat von Beust III. 2009 wechselte er zur Fraktion Bündnis 90/Die Grünen im Berliner Abgeordnetenhaus.
Später war er für den Bundesverband Deutscher Omnibusunternehmer (bdo) tätig.
In seiner Schulzeit arbeitete Schröter als freier Journalist für die Lokal- und Kreisredaktion der Westfälischen Rundschau in Lüdenscheid.